# 圣梅塞德斯
圣梅塞德斯是巴西圣保罗州的一个市镇。总面积166.868平方公里，总人口2594人，人口密度15.5人/平方公里。